# کانن (جورجیا)
کنن، جورجیا (به انگلیسی: Canon, Georgia) یک شهر در ایالات متحده آمریکا با جمعیت ۸۰۴ نفر است که در جورجیا واقع شده‌است.

## موقعیت جغرافیایی
موقعیت جغرافیایی شهرها و مناطق اطراف به شرح زیر است: